# Феррони, Винченцо
Винченцо Феррони (итал. Vincenzo Ferroni; 17 ноября 1858, Трамутола (ныне провинция Потенца) — 10 января 1934, Милан) — итальянский композитор и музыкальный педагог.
Получил образование во Франции, окончив Парижскую консерваторию, где его учителями были Жюль Массне (композиция) и Мари Габриэль Огюстен Савар (гармония); в 1876—1883 годах сам преподавал гармонию. В 1885 году выиграл композиторский конкурс, проводившийся газетой «Фигаро». Вернувшись в 1888 году в Италию, сменил Амилькаре Понкьелли на посту профессора композиции в Миланской консерватории; среди его учеников, в частности, Франсиско Миньоне, Пьеро Коппола, Алешандре Леви, Этторе Паницца, Рикардо Пик-Манджагалли, Феличе Латтуада и др. 
Автор восьми опер, из которых первая, «Руделло» (1889), вошла в число трёх победителей на конкурсе Эдоардо Сондзоньо, разделив эту честь с «Сельской честью» Пьетро Масканьи. Сочинял также оркестровую, камерную, вокальную музыку, оставил курс контрапункта.
Имя Феррони носит фонд, поддерживающий камерный и симфонический оркестры, действующие в регионе Базиликата.